# Zigera diffusifascia
Zigera diffusifascia är en fjärilsart som beskrevs av Swinhoe 1901. Zigera diffusifascia ingår i släktet Zigera och familjen nattflyn. Inga underarter finns listade i Catalogue of Life.